# Orlan
Orlan, av henne själv skrivet ORLAN, född Mireille Suzanne Francette Porte 30 maj 1947 i Saint-Étienne, är en fransk konstnär inom body art, BioArt och mixed media. Hon är mest känd för att genom plastikkirurgi modifiera sin egen kropp och utmana den gängse uppfattningen av vad skönhet är.

## Biografi
År 1964 utförde Orlan i sin hemstad "Marches au ralenti" ("Promenader i slowmotion"), vilka innebar att hon förflyttade sig så långsamt som möjligt mellan två punkter i staden. Från 1964 till 1966 anordnade hon en serie fotografiska konstverk kallade "Vintages". Orlan poserar i olika yogaliknande ställningar. En av bilderna har titeln "Orlan accouche d'elle m'aime", ungefär "Orlan föder sitt eget älskade själv". Betraktaren ser uppifrån en naken Orlan, som föder fram en androgyn skyltdocka. Orlan drömmer om att hennes nya jag inte ska kunna inordnas i en specifik könsroll.
År 1989 lät sig Orlan inspireras av Gustave Courbets Världens ursprung (L'Origine du monde; 1866) och utförde Krigets ursprung (L'Origine de la guerre).
År 1990 inledde Orlan sitt konstprojekt La Réincarnation de sainte Orlan, som utgörs av en serie plastikkirurgiska ingrepp genom vilka hon modifierar sin egen kropp, i synnerhet ansiktet, för att levandegöra motiv från berömda målningar och skulpturer som framställer kvinnor. Inom ramen för manifestet Carnal Art filmades dessa ingrepp och sändes på bland annat Centre Pompidou i Paris och Sandra Gehring Gallery i New York. Orlans syfte med dessa kirurgiska ingrepp var att själv uppnå det skönhetsideal som framhävts av manliga konstnärer. Hon ämnade få Venus haka som den framställs av Botticelli, Psyches näsa som den avbildas av Jean-Léon Gérôme, Europas läppar som de framställs av Boucher, Dianas ögon som de avbildas i en målning av Fontainebleauskolan samt pannan i Leonardos Mona Lisa.
År 2013 stämde Orlan Lady Gaga för plagiat i musikvideon till sången "Born This Way" och krävde 31,7 miljoner dollar i ersättning.

Fotografier av Orlan (fotograf Fabrice Lévêque)
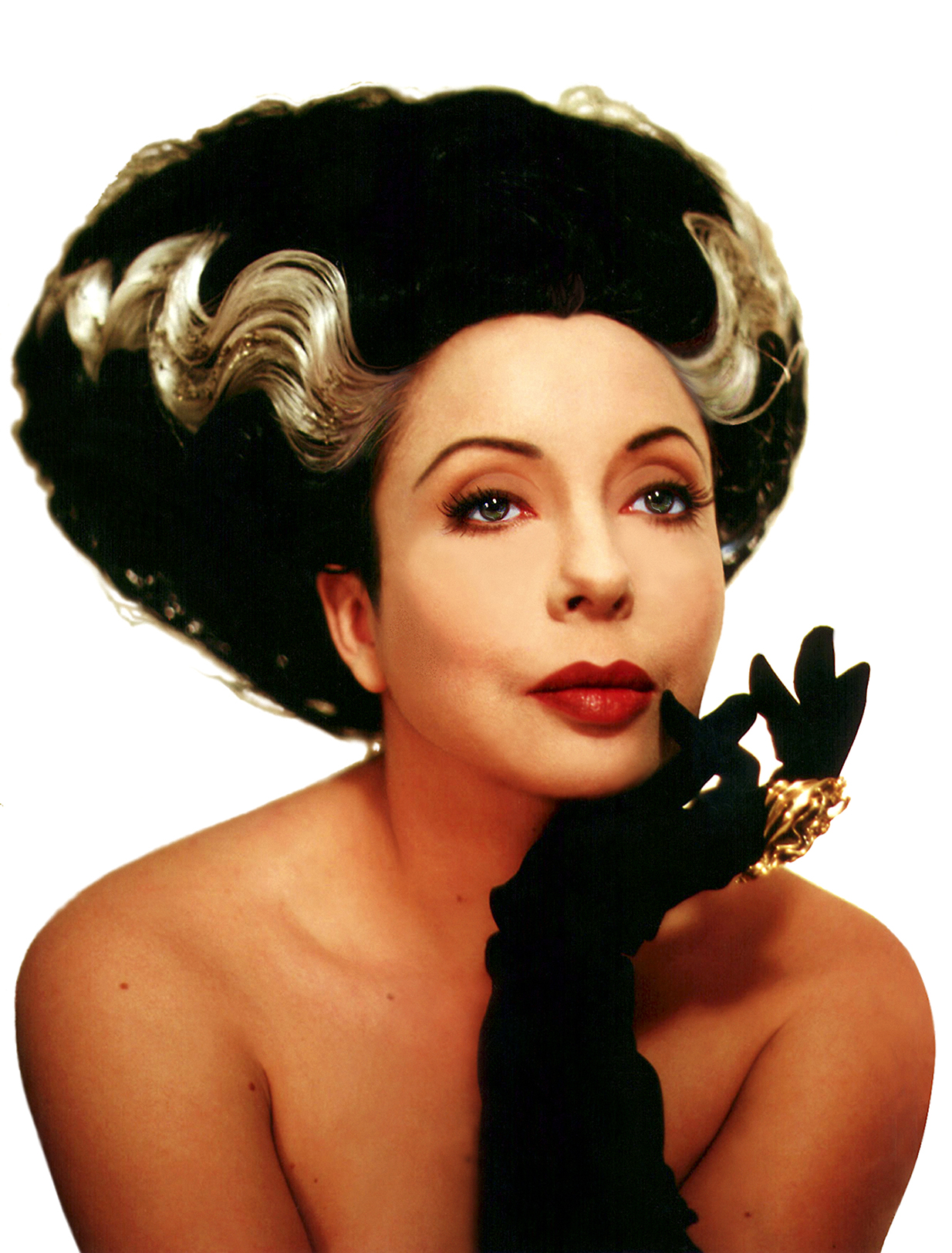
Orlan 1990.
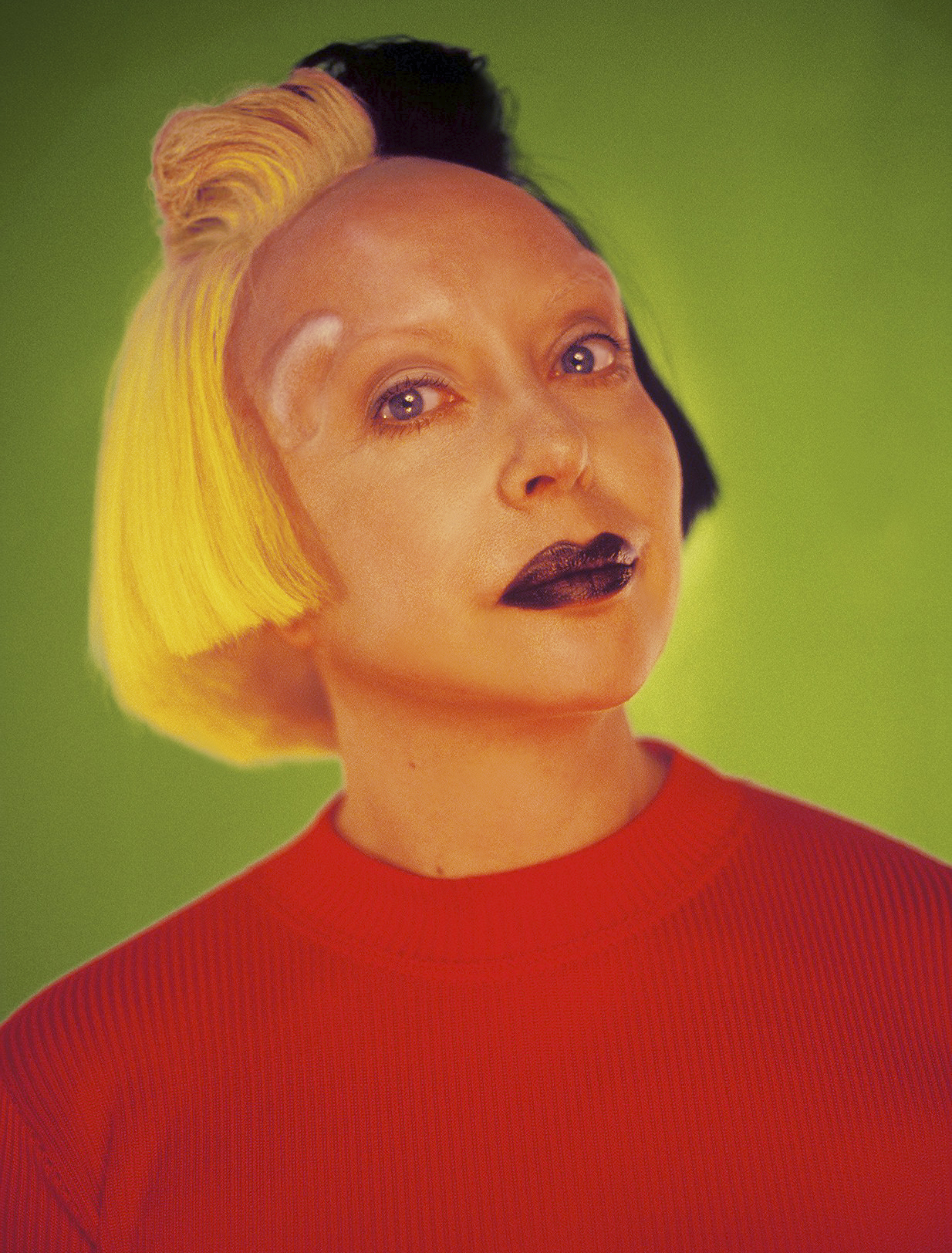
Orlan 1997.
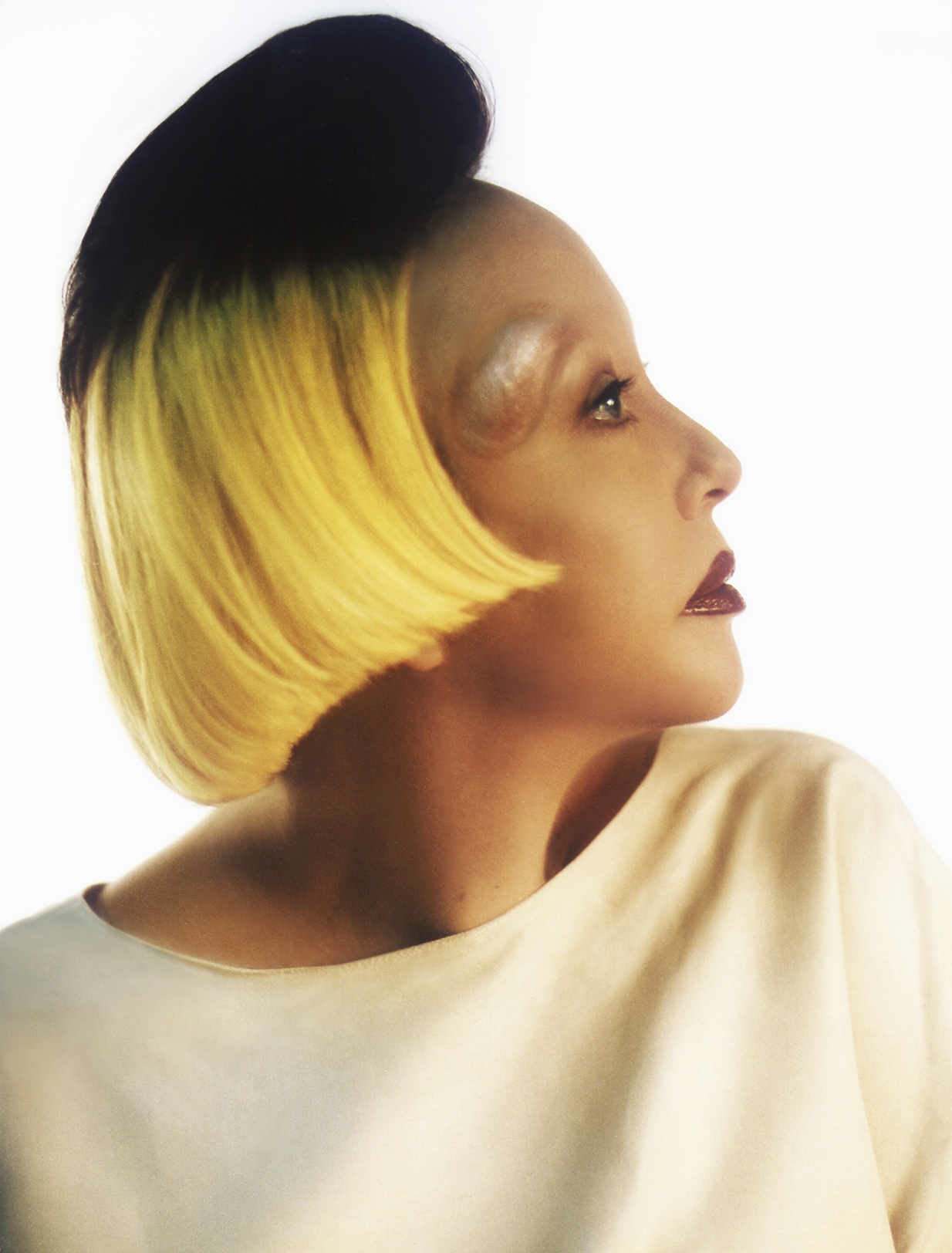
Orlan 1997.
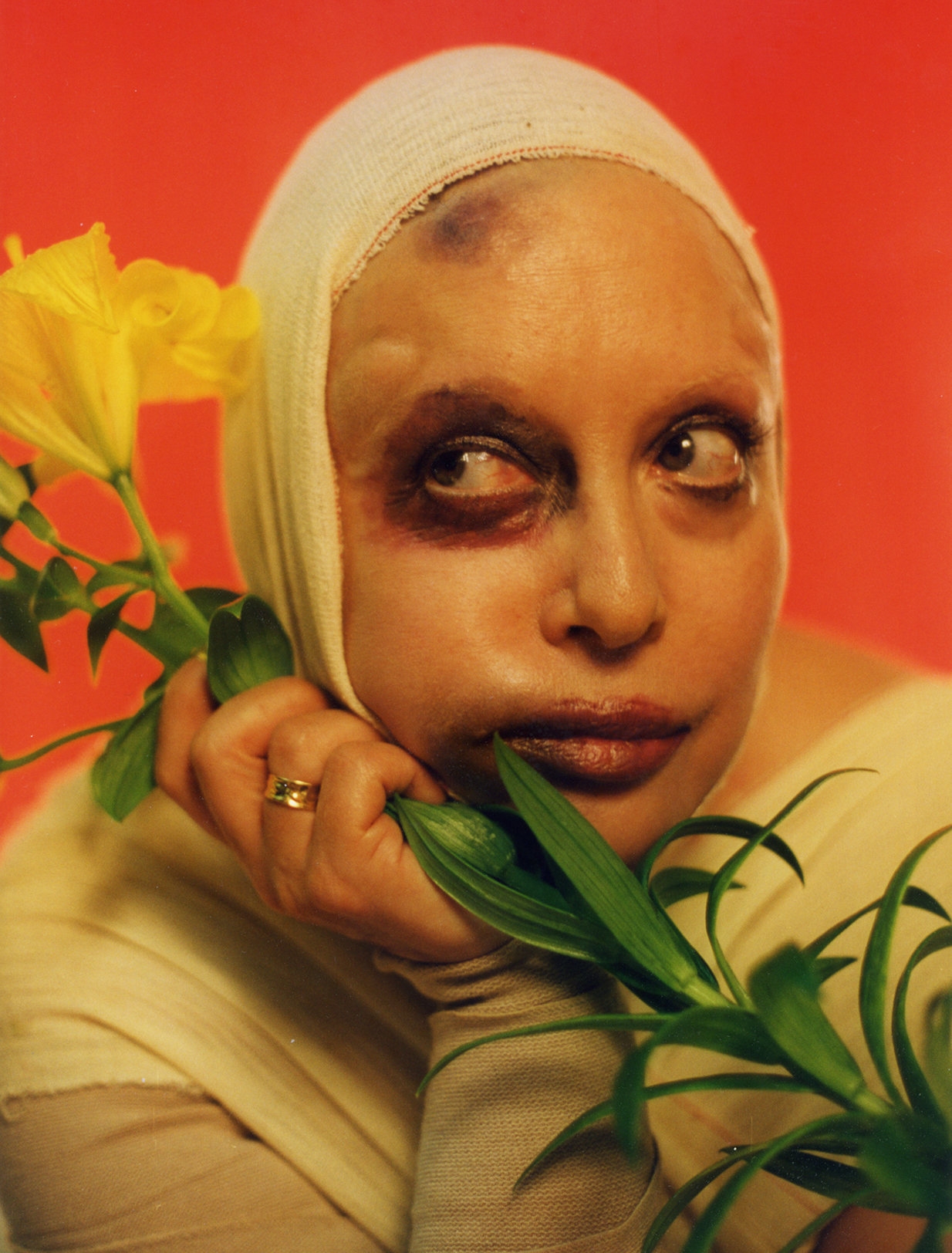
Orlan 1997.